# Ер малък (група)
 Тази статия е за българската рок група.  За буквата от азбуката вижте Ь.  
„Ер Малък“ е рок група от София.
Създадена е през 1991 г. от Любомир Малковски, известен от края на 1980-те години с участието си в „Ера“, а преди това в джаз формации като „Монтуно“, „Елипсис“ и „Кода“.

## История
Ер Малък са известни с песните „Кръстопът“, „Скоропоговорка“, „Градът“, „Българи“, „Всекидневие“, „Огледалото“, „Признание“, „Автобиография“...
Имат два студийни MC албума, първият е издаден през 1992 под името „Ер Малък 1“, а вторият и последен излиза през 1994 с името „Лично!“. През 1993 съвместно с Balkanton (издател) и Ивайло Крайчовски (продуцент) издават LP „Ер Малък“
В края на 2005 г. преиздават на CD двата си албума „Ер малък 1“ и „Лично“ в ограничен тираж (продуцент Адриан Иванов), а на 21 септември 2006 г. Ер Малък се събират за концерта „Ер Малък 15 години“ – на живо в София. Издаден малко след това на DVD (продуцент Любомир Малковски).
На 24 май 2010 г. по покана на радио „Тангра“ Ер Малък изнасят рецитал. Басист е Иван Несторов – Амебата

## Състав
Настоящи членове
- Любомир Малковски – вокали, китари (автор на музиката и текстовете)
- Орлин Радински – Линча – барабани, вокали
- Адриан Иванов – Адри – клавишни, вокали
- Ивайло Петров – Иваца – бас, вокали (1991 – 1995 г.)

Предишни участници
- Александър Каранджулов – барабани (1991 – 1992 г.)
- Румен Антов – Ричи – китара (1991 – 1992 г.)(гост музикант)

Участници след 2005 г.
- Владимир Левиев – бас (от 2006 г.)
- Иван Несторов – Амебата (bass) (2010)

## Дискография
- 1992 – „Ер Малък 1“ (МС)
- 1993 – „Ер Малък“ (LP)
- 1994 – „Лично!“ (MC)
- 2005 – „Ер Малък 1“ (CD)
- 2005 – „Лично!“ (CD)
- 2007 – „15 години Ер Малък – live in Sofia 2006“ (DVD)

## Награди
- 1991 – Откритие на годината 1991 г.
- 1992 – Група на годината, „Ер малък 1“ Албум на годината
- 1994 – „Лично“ номинация за Албум на годината